# كورنيليا بارغمان
كورنيليا إيزابيلا «كوري» بارغمان (بالإنجليزية: Cornelia Bargmann)‏ (مواليد 1961) عالمة أعصاب أمريكية. تشتهر بعملها على آليات الدائرة الجينية والعصبية للسلوك باستخدام دودة الربداء الرشيقة، ولا سيما آليات الشم لدى الدودة. وهي عضو في الأكاديمية الوطنية للعلوم وكانت باحثة في معهد هوارد هيوز الطبي في جامعة كاليفورنيا بسان فرانسيسكو ثم جامعة روكفلر من عام 1995 إلى عام 2016. أُعلن في 21 سبتمبر 2016 عن اختيارها لمنصب رئيس العلوم المقبل في مبادرة تشان زوكربيرغ اعتبارًا من 1 أكتوبر 2016. حصلت في عام 2012 على جائزة كافلي بقيمة مليون دولار، وفي عام 2013 حازت على جائزة الريادة في العلوم الحياتية بقيمة 3 ملايين دولار.

## نشأتها وتعليمها
وُلدت بارغمان في فرجينيا وترعرعت في أثينا بولاية جورجيا. والداها مهاجران أوروبيان، وهي واحدة من أربع شقيقات، وابنة رولف بارغمان، إحصائي وعالم حاسوب في جامعة جورجيا. نشأت وهي تعزف على البيانو وتطّلع على الأدب والتعليم منذ نعومة أظفارها. وصفت عائلتها بأنها «متعلّمة تعليمًا جيّدًا». أُلهمت لدراسة العلوم لأن أختها الكبرى التحقت بكلية الطب. وتقول أيضًا إن نشأتها في عصر الفضاء زادت حبها للعلوم.
أكملت دراساتها الجامعية في جامعة جورجيا في عام 1981 بشهادة في الكيمياء الحيوية. أثناء وجودها في جامعة جورجيا، نمت خبرتها في المختبر بالعمل في مختبر ويات أندرسون للأحياء ثم في مختبر سيدني كوشنر لعلم الوراثة. أكملت دراساتها العليا في معهد ماساتشوستس للتكنولوجيا بدرجة دكتوراه في قسم علم الأحياء عام 1987 في مختبر روبرت واينبرغ. درست الآليات الجزيئية للتسرطن، وساعدت على تحديد دور راس في سرطان المثانة. كتبت أطروحتها عن نيو، وهو جين ورمي لا ينتمي لعائلة راس. على الرغم من الشك في أهمية بحثها في ذلك الوقت، إلا أنه ساعد لاحقًا على الوصول إلى علاجات مهمة لسرطان الثدي.

## مسيرتها المهنية وبحثها
أكملت بارغمان مرحلة ما بعد الدكتوراه مع روبرت هورفيتز في معهد ماساتشوستس للتكنولوجيا حيث عملت على آليات البيولوجيا الجزيئية للعلوم العصبية. بدأت العمل على السلوك الحسي الكيميائي في دودة الربداء الرشيقة وتوصّلت إلى العديد من الاكتشافات، إذ أثبتت -من بين أمور أخرى- أن الديدان الأسطوانية تتمتع بحاسة الشم.
قبلت بارغمان منصبًا في هيئة التدريس في جامعة كاليفورنيا بسان فرانسيسكو في قسم التشريح في عام 1995. رُقِّيت في نهاية المطاف من أستاذ مساعد إلى أستاذ في عام 1998، وعملت نائبًا لرئيس قسم التشريح في الفترة 1999-2000. في جامعة كاليفورنيا، افتتحت مختبرها الخاص مع المساهم مارك تيسييه لافين.
واصلت دراستها لسلوك الدودة والتحكم العصبي، مع التركيز على حاسة الشم على المستوى الجزيئي. بحثت عن جينات مشابهة لتلك التي وجدها ريتشارد أكسل وليندا باك لتكون أساس الرائحة والتذوق، ووجدت تلك الجينات في الجينوم المتسلسل حديثًا لدودة الربداء الرشيقة. ساعد عملها على اكتشاف الآليات الكامنة وراء السلوكيات المعقدة، مثل سلوكيات التغذية. ما يزال عملها يساعدنا على الوصول إلى فهم أعمق للدماغ والقدرات الحسية والتطور العصبي. حدّدت بارغمان أيضًا إس واي جي-1، جزيء «وسيط الارتباط»، وهو جزيء يوجّه الخلايا العصبية لتكوين روابط مع بعضها في أثناء تطور الجنين.
في عام 2004، انتقلت بارغمان إلى جامعة روكفلر. وتقول إن رغبتها في المزيد من المرونة للتركيز على بحثها هي سبب هذا الانتقال. عملت باحثة في معهد هوارد هيوز الطبي حتى عام 2016 قبل توليها رئاسة مبادرة تشان زوكربيرغ. يستخدم مختبر بارغمان كائنًا بسيطًا نسبيًا هو الدودة الأسطوانية الربداء الرشيقة وحاستها الشم الحساسة للغاية لدراسة كيفية تنظيم الجينات للتطور العصبي والوظيفة والسلوك. نال عملها العديد من الجوائز من ضمنها اختيارها عضوًا في الأكاديمية الوطنية للعلوم.
كانت بارغمان الرئيس المشارك لمبادرة براين وهي رئيس العلوم لمبادرة تشان زوكربيرغ. فازت بجائزة الريادة في العلوم الحياتية في عام 2013.
تزوجت بارغمان عالم حاسة الشم ريتشارد أكسل الحائز على جائزة نوبل. في السابق، كانت متزوجة من مايكل فيني الذي أكمل أيضًا دراساته العليا في معهد ماساتشوستس للتكنولوجيا وهو الآن مدير في شركة سيج ساينس.
لإلقاء نظرة على صورة حية لبارغمان وهي عالمة شابة تعمل في مختبر واينبرغ، انظر إلى كتاب ناتالي أنغير هواجس طبيعية: البحث عن الجين الورمي.